# Corabia zeiței Ishtar
Corabia zeiței Ishtar (în engleză The Ship of Ishtar) este un roman SF&F din 1924 scris de Abraham Merritt și publicat în foileton în revista Argosy. În limba română a fost tradus de Liviu Radu și publicat în 1995 în Colecția Nautilus de la Editura Nemira. A fost republicat de Editura Paladin în 2018.

## Prezentare
Eroul arheolog, Kenton, primește o misterioasă relicvă din Babilonul antic, un bloc de piatră pe care descoperă un model incredibil de detaliat al unei nave, un portal care-l va transporta pe Kenton într-o lume magică. O vrajă amețitoare îl aruncă pe Kenton pe puntea corăbiei, care devine o navă de dimensiuni mari care navighează pe o mare eternă. La un capăt al ei, se află Sharane, preoteasa lui Iștar și adepții ei de sex feminin, iar la celălalt este Klaneth preotul lui Nergal și adepții săi bărbați, reprezentanți ai celor două zeități opuse. Niciunul dintre ei nu poate traversa o barieră invizibilă aflată pe linia de mijloc a navei, dar Kenton poate. Sosirea lui destabilizează o situație înghețată de 6.000 de ani și au loc aventuri fantastice.

## Legături externe
- en  Istoria publicării lucrării Corabia zeiței Ishtar la Internet Speculative Fiction Database
- The Ship of Ishtar la Project Gutenberg Australia

## Vezi și
- Lista volumelor publicate în Colecția Nautilus
- Lista cărților științifico-fantastice publicate în România după 1989